# North West Cape
Das North West Cape (deutsch Nordwestkap) ist eine große Halbinsel an der Nordwestküste des Bundesstaats Western Australia, Australien. 
Der Cape Range National Park reicht bis auf diese Halbinsel; zu ihm gehört auch das Ningaloo Reef, das sich bis ans westliche Ende der Halbinsel erstreckt. Auf der Halbinsel befindet sich der Ort Exmouth.

## Geschichte
In 1618 landeten Kapitän Lenaert Jacobszoon von der Niederländischen Ostindien-Kompanie und Supercargo Willem Janszoon auf der Mauritius als erste Europäer in diesem Gebiet.
Im Jahr 1818 kam Phillip Parker King dorthin und benannte die Halbinsel North West Cape sowie den Exmouth-Golf (nach Edward Pellew, 1. Viscount Exmouth). 
Später kamen australische Perlenfischer von Broome aus mit Segelbooten, den Loggern, in das Gebiet des North West Cape. Während des Zweiten Weltkriegs fand eine militärische Operation mit dem Codenamen Operation Potshot in dem Gebiet statt.
1953 wurde auf dem North West Cape in der Rough Range ein Ölvorkommen entdeckt, das die Ölgesellschaft West Australian Petroleum Pty Ltd ausbeutet, die sich im Jahr 2000 in Chevron Australia Pty Ltd. umbenannte.
Touristen kommen auf die Halbinsel wegen des Cape-Range-Nationalparks und des der Küste vorgelagerten Ningaloo-Riffs. Dieses gilt als hervorragendes Tauchgebiet; es können dort Walhaie beobachtet werden.
Die Halbinsel wird jährlich von der starken tropischen Zyklonen-Saison heimgesucht.